# Tomcsa Sándor Színház
A Tomcsa Sándor Színház a nyolcadik romániai magyar hivatásos színház. A székelyudvarhelyi Népszínház eredményeire és az általa megalapozott helyi színház-igényre építve jött létre 1998-ban, Horváth Károly zeneszerző és a Zalaegerszegről jött Merő Béla rendező fáradozásainak eredményeként. Önálló művészeti intézmény, amely a helyi önkormányzat, valamint a színházpártolókból és vállalkozókból létrehozott Pro Theatrum Alapítvány támogatásával működik. A színház a Székelyudvarhelyi Művelődési Házban került elhelyezésre.

## Működése
2002–2007 között a művészeti vezetést Szabó K. István mint rendező és 2008-ig a Temesvárról szerződött Pánczél (Dunkler) Réka mint művészeti titkár látta el; igazgatója Nagy Pál.
Első előadását 1998. november 6-án tartotta Móricz Zsigmond Nem élhetek muzsikaszó nélkül című vígjátékával, amelyben vendégként fellépett Ferenczy Annamária, Kőmíves Mihály, Molnár Gizella és Vitályos Ildikó. Az 1999/2000-es évadra már tizenkét főállású színészt sikerült szerződtetni; az évad repertoárjában pedig tükröződött az a törekvés, hogy a város közönségének minden rétegét kielégítsék. A bemutatott darabok: Goldoni: Két úr szolgája, Caragiale: Megtorlás, Noël Coward: Vidám kísértet, Kós Károly: Az országépítő (Zalán Tibor színpadi változatában), Szilágyi–Eisemann: Én és a kisöcsém, valamint egy mesedarab (Svarc–Romhányi–Lendvay: Hókirálynő) és egy operettrészletekből, vidám jelenetekből összeállított „hangulatkoktél” Férfiak, nők és ami köztük lehet címmel.
A következő évek emlékezetes színpadi sikerei közé számítható Wyspianski Menyegzője, amellyel a rendező, Szabó K. István 2002-ben elnyerte a Nemzetközi Látványszínházi Fesztiválon a legjobb rendezés díját; Csehov Sirálya, amely Szalma Hajnalkának mint legjobb pályakezdőnek UNITER-díjat és a Határon Túli Magyar Színházak 16. kisvárdai fesztiválján Teplánszky-díjat hozott, a Radu Berceanu rendező és Dunkler Réka dramaturg által színpadra állított Shakespeare-mű, a Szeget szeggel, amellyel a 17. kisvárdai fesztiválon a kisvárdai Várszínház és Művészetek Háza különdíját nyerték el.
További díjazott előadások: Caragiale: Megtorlás (2000-ben, az ATELIER Nemzetközi Színházi Fesztiválon: Szabó K. István számára a legjobb rendezés díja, Dunkler Róbert számára a legjobb férfialakítás díja); a Thomas Mann Mario és a varázsló című novellája nyomán írt Vénusz tornya táncszínházi előadás (az ATELIER fesztivál 2003-as sepsiszentgyörgyi rendezvényén András Lóránt számára a művészi alkotás díja); Forgács András Jean Cocteau regényéből írt Vásott kölykök c. darabja (a marosvásárhelyi TOPFEST 2003-as rendezvényén Szabó K. István számára a legjobb rendezés díja); Zalán Tibor: Katonák, katonák (a gyergyószentmiklósi Kisebbségi Színházak Kollokviumán, 2007-ben László Kata részére a zsűri különdíja); az Elektra (a bukaresti UNITER Gálán 2007-ben Jakab Orsolya részére a legjobb pályakezdőnek járó debüt-díj).
A színházhoz szerződött vagy rendszeresen visszatérő rendezők az első hét évben: Merő Béla (4 darab), Szabó K. István (8), Dézsi Szilárd (5), Dehel Gábor (4), Gergely László (4); vendégrendezőként szerepelt még egy-egy rendezéssel András Loránd, Gáspár Tibor, László Károly, Lohinszky Loránd, Pálfi Zoltán, Pinczés István, Sütő Udvari András, a román rendezők közül Alexandru Berceanu, Sorin Militaru, Marius Olteanu. Tartósabban ide kötődő színészek: Csongor László, Csurulya Csongor, Dunkler Róbert, Fincziski Andrea, László Kata, Mezei Gabriella, Szűcs-Olchváry Gellért.
A színház repertoárján szerepelt még többek között a Szép magyar komédia (Balassi Bálint), a Képzelt riport egy amerikai popfesztiválról (Déry Tibor), a Lázadó (Füst Milán), a Jézusfaragó ember (Nyirő József), a Vendégség (Páskándi Géza), a Szabin nők elrablása (Paul von Schönthan és Franz von Schönthan – Kellér), a Vőlegényfogó (Tömöry Péter), a Figaro házassága (Beaumarchais), a Mandragóra (Machiavelli), A patikus (Goldoni), a Mágnás Miska (Szirmai Albert), a Hypolit, a lakáj, a Bástyasétány 77, a Don Juan (Molière), az Üvegfigurák (Tennessee Williams), a Yerma (Federico García Lorca), valamint több Andersen-feldolgozás.
A Tomcsa Sándor Színház 2008 októberében megszervezte az első drá-Ma-Kortárs Színházi Találkozót, amellyel hagyományt kívánnak teremteni.
A Színházi adattárban regisztrált bemutatók száma (1999– ): 77.

## Társulat (2022/2023)
- Albert Orsolya
- Barabás Árpád
- Bekő Fóri Zenkő
- Dunkler Róbert
- Esti Norbert
- Fincziski Andrea
- Jakab Tamás
- László Kata
- Mezei Gabriella
- Nagy Xénia Abigél
- Pál Attila
- Pál-Varga Márta
- Szűcs-Olcsváry Gellért
- Tóth Árpád